# Sun Drop
Sun Drop (pol. kropla Słońca) – jeden z największych znanych diamentów na świecie i największy żółty diament świata. Waży 110,3 karata (22,06 g), a żółty kolor zawdzięcza zawartości atomów azotu.